# Born Again (álbum de Newsboys)
Born Again (Miracles Edition) é o décimo quarto álbum de estúdio da banda de Pop Rock Newsboys. Foi lançado em 13 de julho de 2010, e é o primeiro álbum com o vocalista Michael Tait.

O álbum alcançou a posição #4 da Billboard 200 com 45.000 cópias, quebrando a posição do álbum antecessor,In the Hands of God, que alcançou apenas a #28. O álbum também tem dado ao grupo a primeira posição nas paradas cristãs.
| Críticas profissionais                                                      | Críticas profissionais |
| Avaliações da crítica                                                       | Avaliações da crítica  |
| Fonte                                                                       | Avaliação              |
| --------------------------------------------------------------------------- | ---------------------- |
| allmusic                                                                    | [ 3 ]                  |
| Jesus Freak Hideout                                                         | [ 4 ]                  |
| Esta tabela precisa de ser acompanhada por texto em prosa. Consulte o guia. |                        |

## Faixas
1. "Born Again"
2. "One Shot"
3. "Way Beyond Myself"
4. "Save Your Life"
5. "When the Boys Light Up"
6. "Build Us Back"
7. "Escape"
8. "Miracles"
9. "Running to You"
10. "On Your Knees"
11. "Mighty to Save"
12. "Jesus Freak" (feat. KJ-52)
13. "We Remember" (feat. Israel Houghton)
14. "I'll Be"
15. "Give Me to You"
16. "Glorious (Tait Version)"
17. "Born Again (French Horn Rebellion Remix)"
18. "Miracles (Mega Is A Gang Remix)"
19. "Way Beyond Myself (Faltline Remix)"
20. "Mighty To Save (Family Force 5 Remix)"

## Banda
- Michael Tait - vocal
- Jody Davis - guitarra, vocal
- Jeff Frankenstein - teclado, baixo, vocal
- Duncan Phillips - bateria, percussão